# José Fernández de Villa-Abrille Calivara
José Fernández de Villa-Abrille y Calivara (Madrid, 1878 - Madrid, 1946) fou un general espanyol.

## Biografia
Fernández de Villa-Abrille era cap de la II Divisió Orgànica de l'exèrcit, amb seu en Sevilla i comandament a Andalusia, al temps del cop d'estat de juliol de 1936 que va donar lloc a la Guerra Civil. Estava assabentat de la conspiració dels revoltats dies abans. Així, quan el comandant d'Estat Major, José Cuesta Moreno, seguint instruccions del general revoltat, Gonzalo Queipo de Llano, va elaborar un pla amb el qual es va arribar a mobilitzar 4.000 homes per realitzar i consolidar el cop d'estat a la província de Sevilla, el general Fernández no es va unir a la revolta, però ni ell ni molts dels homes al seu comandament van mostrar cap resistència al cop, ni a les accions de repressió que el comandant Antonio Castejón Espinosa va iniciar en diferents barris de Sevilla. El general Fernández va ignorar les instruccions que, de manera insistent, li va donar el governador civil de la província, José María Varela Rendueles, perquè respongués als revoltats. No obstant això la seva passivitat i la de diversos comandaments sota les seves ordres, va ser detinguda i processada la plana major de la II Divisió Orgànica. Fernández de Villa-Abrille —la seva plaça com a cap de la II Divisió Orgànica la va ocupar de facto Queipo—, també va ser detingut, condemnat a sis anys de presó en aplicació del bàndol de Guerra i expulsat de l'exèrcit. Va morir en 1946 en una pensió de Madrid.